# Long Island Rail Road
La Long Island Rail Road, conosciuta anche con l'acronimo LIRR, è il servizio ferroviario suburbano che serve l'area sud-est dello Stato di New York. Si compone di 11 linee che partendo da Manhattan si diramano verso est servendo Long Island. È gestita della Metropolitan Transportation Authority attraverso la MTA Long Island Rail Road.
La Long Island Rail Road è insieme alla Metro-North Railroad una delle due reti ferroviarie suburbane gestite dalla Metropolitan Transportation Authority. Aperta nel 1834, è rimasta attiva ininterrottamente da allora, diventando una delle più antiche reti ferroviarie degli Stati Uniti ancora in funzione con il suo nome originale.

## La rete
La rete, che al 2015 è la rete suburbana più trafficata degli Stati Uniti, è l'unica del paese e una delle poche al mondo ad essere attiva sette giorni su sette e 24 ore al giorno su 24.
| Linea           | Percorso                                                             | Stazioni |
| --------------- | -------------------------------------------------------------------- | -------- |
| Babylon         | Long Island City / Pennsylvania / Atlantic Terminal ↔ Babylon        | 24       |
| Belmont Park    | Pennsylvania ↔ Belmont Park                                          | 4        |
| Far Rockaway    | Long Island City / Pennsylvania / Atlantic Terminal ↔ Far Rockaway   | 21       |
| Hempstead       | Long Island City / Pennsylvania / Atlantic Terminal ↔ Hempstead      | 19       |
| Long Beach      | Long Island City / Pennsylvania / Atlantic Terminal ↔ Long Beach     | 17       |
| Montauk         | Long Island City / Pennsylvania / Atlantic Terminal ↔ Montauk        | 29       |
| Oyster Bay      | Long Island City / Pennsylvania / Atlantic Terminal ↔ Oyster Bay     | 21       |
| Port Jefferson  | Long Island City / Pennsylvania / Atlantic Terminal ↔ Port Jefferson | 26       |
| Port Washington | Pennsylvania ↔ Port Washington                                       | 14       |
| Ronkonkoma      | Long Island City / Pennsylvania / Atlantic Terminal ↔ Greenport      | 26       |
| West Hempstead  | Long Island City / Pennsylvania / Atlantic Terminal ↔ West Hempstead | 17       |

## Infrastrutture

Mappa geografica della rete gestita dalla MTA Long Island Rail Road.

La MTA Long Island Rail Road, oltre a gestire il servizio, possiede e gestisce anche le ferrovie e le altre infrastrutture che le linee suburbane utilizzano, con l'eccezione dei binari di collegamento tra le stazioni di Pennsylvania e Woodside, che sono parte del Northeast Corridor. Le ferrovie della LIRR sono le seguenti:
- Main Line, collega le stazioni di Long Island City e Greenport, attraversando l'intera Long Island;
- Atlantic Branch, collega le stazioni di Atlantic Terminal e Valley Stream passando per Jamaica;
- Montauk Branch, collega le stazioni di Long Island City e Montauk, attraversando l'intera Long Island;
- Central Branch collega la Main Line con il Montauk Branch;
- Port Washington Branch, collega la stazione di Woodside della Main Line con Port Washington;
- Hempstead Branch, collega la stazione di Queens Village della Main Line con Hempstead;
- Oyster Bay Branch, collega la stazione di Mineola della Main Line con Oyster Bay;
- Port Jefferson Branch, collega la stazione di Hicksville della Main Line con Port Jefferson;
- West Hempstead Branch, collega la stazione di Valley Stream con West Hempstead;
- Long Beach Branch, collega la stazione di Hicksville del Montauk Branch con Long Beach;
- Far Rockaway Branch, collega la stazione di Valley Stream con Far Rockaway.

In aggiunta, la Long Island Rail Road possiede anche altre tre ferrovie utilizzate esclusivamente per il trasporto merci: il Bushwick Branch, il Bay Ridge Branch e il Garden City-Mitchel Field Secondary Branch, che portano a 1 100 i km di binari posseduti dalla Long Island Rail Road.